# Masdevallia molossus
Masdevallia molossus är en orkidéart som beskrevs av Heinrich Gustav Reichenbach. Masdevallia molossus ingår i släktet Masdevallia och familjen orkidéer. Inga underarter finns listade i Catalogue of Life.